# Ткаченко, Пётр Тимофеевич
Пётр Тимофе́евич Ткаче́нко (1914—1946) — командир отделения 1118-го стрелкового полка (333-я стрелковая дивизия, 6-я армия, 3-й Украинский фронт), красноармеец. Герой Советского Союза (1944).

## Биография
Родился 27 апреля (9 мая по новому стилю) 1914 года в селе Берестовое ныне Близнюковского района Харьковской области. Работал кузнецом на заводе, затем — в колхозе.
В Красной Армии с 1943 года. Участвовал в освобождении Левобережной Украины. 22 сентября 333-я стрелковая дивизия вышла к Днепру и форсировала реку в районе Войсковое—Вовниги. Ткаченко участвовал в боях на плацдарме. Ткаченко под сильным артиллерийским и миномётным огнём преодолел Днепр в ночь на 26 ноября 1943 года. Бойцы Ткаченко участвовали в захвате села Каневское и овладении высотами 83,4 и 94,3.
22 февраля 1944 года за мужество, отвагу и героизм, проявленные в борьбе с немецко-фашистскими захватчиками, красноармейцу Ткаченко Петру Тимофеевичу присвоено звание Героя Советского Союза с вручением ордена Ленина и медали «Золотая Звезда».
Вернулся в родное село. Умер 15 мая 1946 года.